# Maestro de San Gil

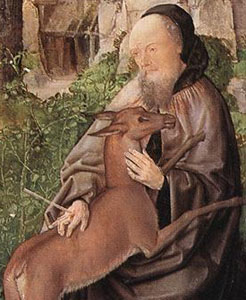
San Gil y la cierva, (detalle) (National Gallery, Londres)

Maestro de San Gil (en francés: Maître de Saint Gilles) es como se conoce a un anónimo pintor franco-flamenco activo en París hacia 1500. El estilo gótico tardío de su trabajo presenta afinidades con la pintura neerlandesa y no está claro si se trata de un pintor francés que se formó en los Países Bajos con Hugo van der Goes o un pintor flamenco establecido en París pues varias de las obras que se le asignan muestran edificios muy representativos de la capital parisina en composiciones ordenadas y con un tratamiento de la luz muy franceses.
La denominación convencional por la que es conocido se debe a Max Friedländer, que reunió un conjunto de pinturas anónimas en torno a dos paneles dedicados a san Gil (San Gil y la cierva y la Misa de san Gil) conservados en la National Gallery de Londres, que formaban parte del postigo izquierdo de un retablo, y de otras dos tablas del mismo retablo que se encuentran ahora en la National Gallery of Art de Washington de controvertida interpretación: el Bautismo de Clodoveo y Episodios de la vida de un santo obispo (Lupo de Troyes, Dionisio o Remigio). Los cuatro paneles tenían en los reversos las imágenes de cuatro santos en grisalla, dentro de nichos fingidos imitando esculturas (los santos Pedro, Gil, Dionisio y un obispo no identificado). De las tablas de Washington, que estaban en mal estado, se separaron los reversos, que se han perdido, aunque existen fotografías. Sin duda el retablo estuvo formado por más tablas cuyos temas no se pueden adivinar, ya que la combinación de escenas es original.

## Configuración del retablo
Todavía no se ha confirmado la ubicación original del retablo, aunque la elección de tres escenas entre las que se encuentran los reyes francos, y la ambientación muy concreta de escenas en la Basílica de Saint-Denis (Misa de San Gil, Londres), donde fueron coronados los reyes de Francia, la capilla real de la Sainte-Chapelle (Bautismo de Clodoveo I), y exteriores de la catedral de Notre Dame de Paris (Episodio de la vida de un obispo), sugieren un encargo muy cercano a la corona, tal vez las puertas del altar mayor de Saint-Denis. Otro candidato es la iglesia de Saint-Leu-Saint-Gilles, en la rue Saint-Denis de París. El santo obispo no identificado se encuentra en la escalinata de la desaparecida iglesia de Saint-Jean-le-Rond, al lado de Notre-Dame, cuya entrada principal se puede ver detrás a la izquierda. La pequeña iglesia fue utilizada como baptisterio. Frente a la catedral se encuentra el Hôtel-Dieu. Ambos edificios sobrevivieron hasta el siglo XVIII y se conocen por grabados. El panel con el rey cazando probablemente muestra una vista de Pontoise, ahora en los suburbios del noroeste de París. Las vistas mostradas parecen muy precisas cuando se puede confirmar por imágenes posteriores o por su supervivencia hasta el presente, y la vista de Saint-Denis, en particular, es un valioso registro de los muebles de la iglesia de la época, todos destruidos antes o durante la Revolución francesa.

## Otras obras
Entre las obras que se le atribuyen en las que se percibe una mayor conexión con la pintura neerlandesas se encuentra su adaptación de los tipos de Virgen desarrollados por Rogier van der Weyden, evidenciada por la Virgen con el Niño y una libélula del Metropolitan Museum of Art, y una Virgen con el Niño, probablemente temprana, en el Louvre. También se le atribuye un retrato de Felipe el Hermoso (Winterthur), que visitó París en 1501, que parece ser la versión original de uno de los tipos de retratos más comunes de este príncipe. Hay dos santos en Berna que muestran un estilo francés más macizo.
Al igual que Michel Sittow, nacido en Estonia, y Jean Hey (el maestro de Moulins), el maestro de San Gil ejemplifica la difusión internacional del estilo flamenco, o como Juan de Flandes, la dispersión de los pintores flamencos por la geografía europea.

## Galería - los paneles del retablo

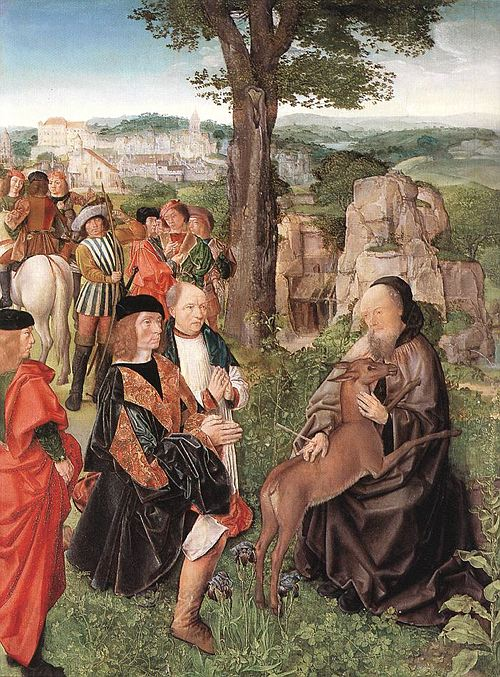
Milagro de san Gil —San Gil y la cierva—, Londres, ¿con vistas a Pontoise?
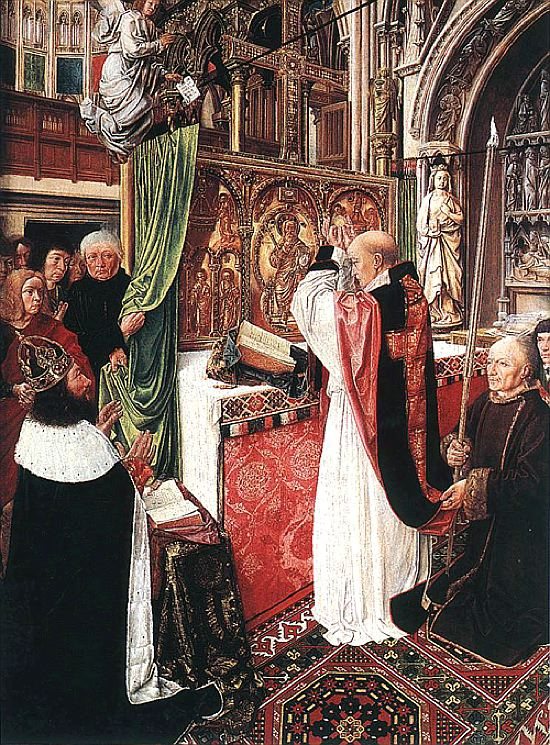
Misa de san Gil, Londres, mostrando la Abadía de Saint-Denis, con Carlos Martel o Carlomagno.
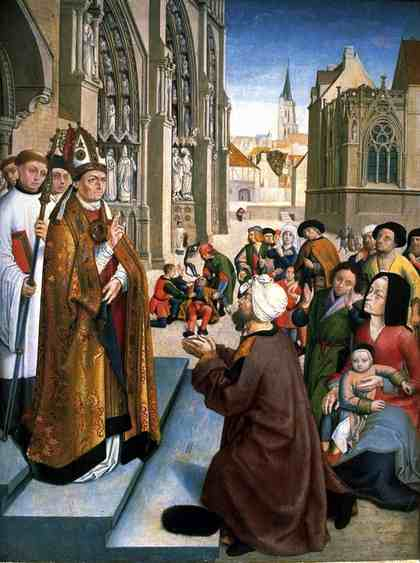
Episodios de Vida de un santo obispo, Washington, ambientados fuera de la catedral de Notre Dame de Paris y la iglesia de Saint-Jean-le-Rond
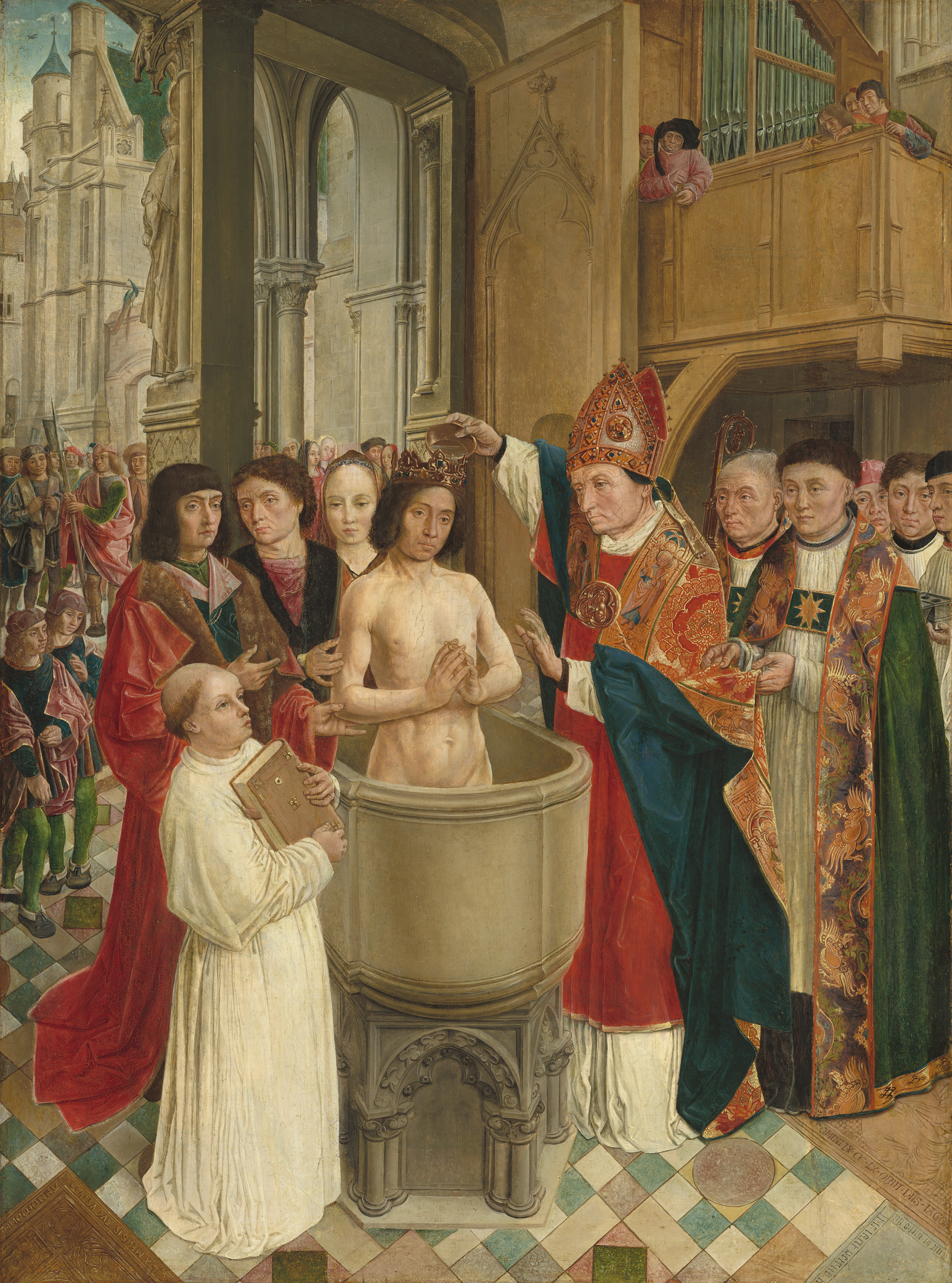
Bautismo de Clodoveo, Washington, ambientado en la Sainte-Chapelle, París